# Thierry Venant
Thierry Venant, född 28 december 1960, är en fransk bågskytt. Han deltog vid olympiska sommarspelen 1988.